# 龙河镇 (六盘水市)
龙河镇，是中华人民共和国贵州省六盤水市六枝特区下辖的一个乡镇级行政单位。
2015年3月27日，贵州省人民政府批复同意六枝特区乡镇行政区划调整，新设置的龙河镇辖原龙场乡，镇人民政府驻双龙村。

## 行政区划
龙河镇下辖以下地区：
龙场社区、龙场村、迎新村、红旗村、林场村、永丰村、迎风村、双龙村、陇木村、新院村、新场坝村和营盘村。